# Горно Жервохор
Горно Жервохор или Горно Червор (на гръцки: Άνω Ζερβοχώρι, Ано Зервохори, катаревуса: Άνω Ζερβοχώριον, Ано Зервохорион, до 1940 година Нео Зервохори) е село в Република Гърция, в дем Негуш в област Централна Македония.

## География
Селото е разположено на надморска височина от 20 m на 15 километра източно от град Негуш (Науса), на 15 километра северно от Бер (Верия) и на 1 километър северозападно от старото село Жервохор на землище, появило се след изсушаването на Ениджевардарското езеро в 1932 година.

## История
Горно Жервохор е ново село основано в 1932 година от гърци бежанци от Понт, след пресушаването на Ениджевардарското езеро. Първоначално името на селото е Ново Жервохор (Νέο Ζερβοχώρι), но 1940 година е прекръстено на Горно Жервохор.
Землището на селото е много плодородно, благодарение на мрежана от напоителни канали. Произвеждат се праскови и други овошки, както и много памук и пшеница.
| Година    | 1913 | 1920 | 1928 | 1940 | 1951 | 1961 | 1971 | 1981 | 1991 | 2001 | 2011 | 2021 |
| --------- | ---- | ---- | ---- | ---- | ---- | ---- | ---- | ---- | ---- | ---- | ---- | ---- |
| Население |      |      |      | 513  | 665  | 838  | 607  | 714  | 727  | 666  | 713  | 680  |